# تفاعل الزانثوبروتيك

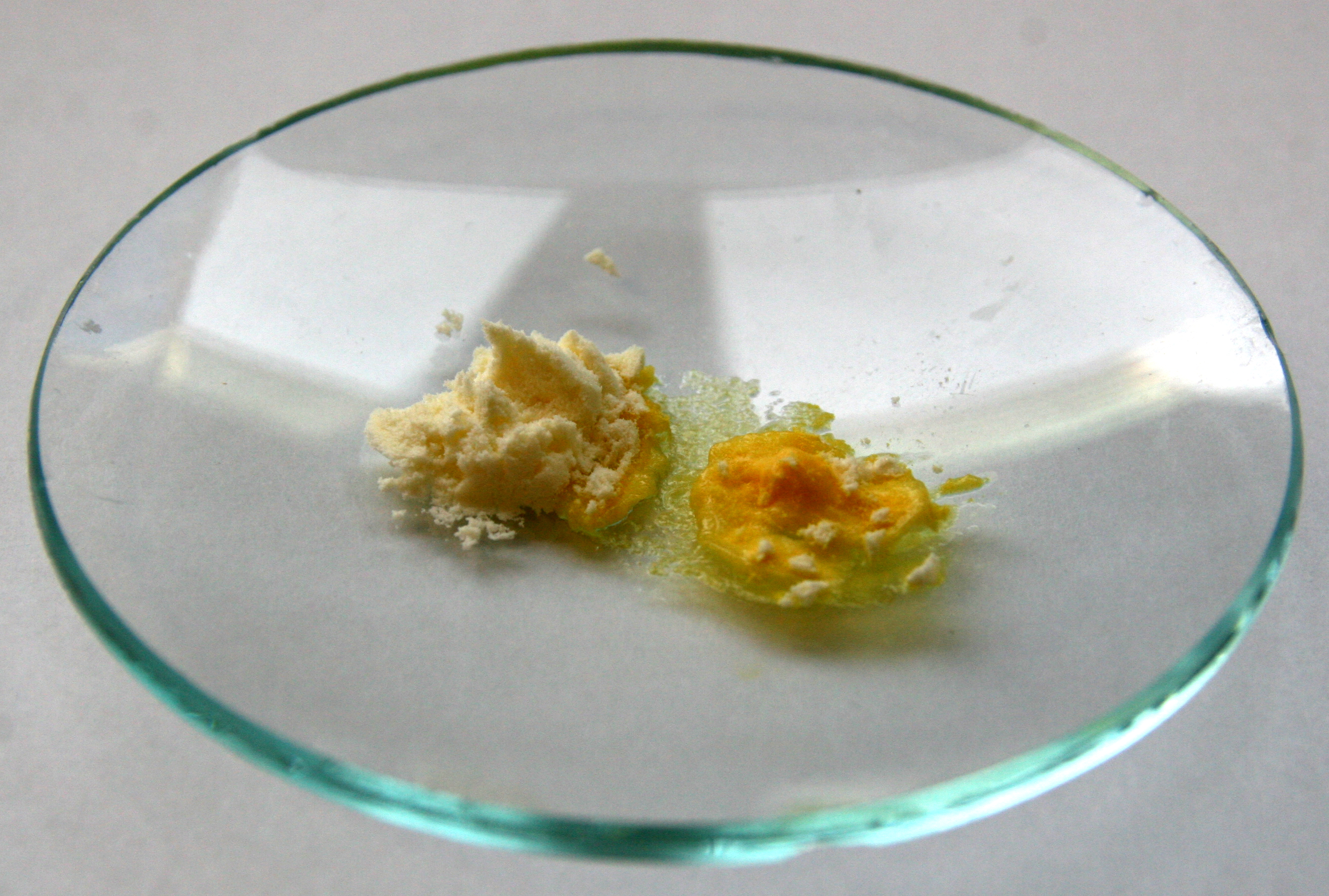
ناتج تفاعل الزانثوبروتيك ذو اللون الأصفر المميز.

يستخدم تفاعل الزانثوبروتيك حمض النتريك المركز للكشف عن وجود البروتين الذائب في محلول معين، يعطي الكشف نتيجة موجبة بوجود أحماض أمينية تحمل مجاميع أروماتية، وعلى وجه الخصوص عند وجود التيروسين. إن كان نتيجة الكشف موجبة يعامل الناتج مع قاعدة فيتحول لون المحلول إلى الأصفر الغامق. ينتج اللون الأصفر من حمض الزانثوبروتيك الذي يتكون نتيجة لنيترة بعض الأحماض الأمينية وأشهرها التيروسين والتريبتوفان. يعد هذا الكشف كشفًا نوعيًا يمكن بواسطته تحديد ما إذا كان البروتين موجودًا أم لا.

## طريقة العمل

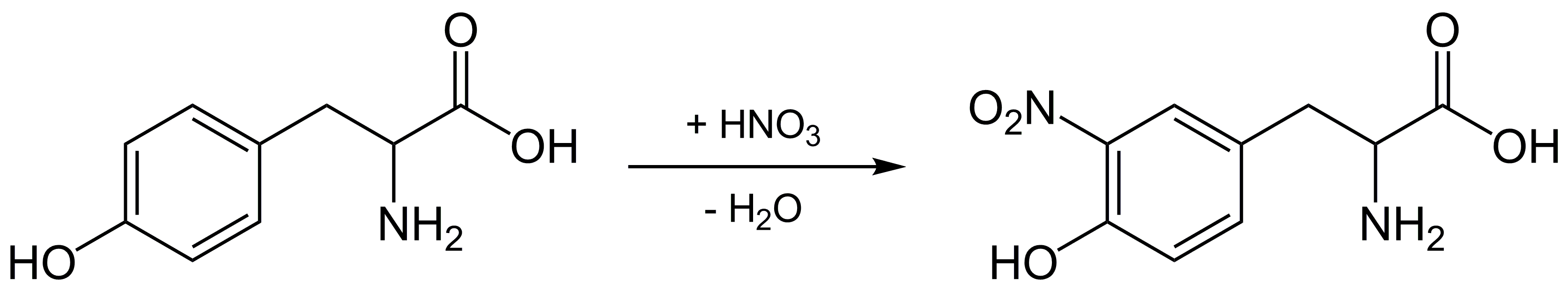
تفاعل نيترة التيروسين كمثال على تفاعلات الزانثوبروتيك.

يُضاف 1 مللي لتر من حمض النتريك المركز إلى عينة الاختبار، ثم يسخن المزيج ويبرد. يُضاف بعد ذلك محلول هيدروكسيد الصوديوم ببطء (40% كتلة/حجم في الماء) إلى أن يصبح المحلول قلويًا ويُلاحظ تغير في لونه. إن تحول لون المحلول إلى الأصفر أو البرتقالي فيعد هذا مؤشرًا على وجود حمض أميني أروماتي.